# Ahmet İnsel
Ahmet İnsel, né le 13 mars 1955 à Istanbul, est un économiste, éditeur, journaliste et politologue turc. 
Il intervient régulièrement dans les médias turcs et étrangers, plus particulièrement français, afin de parler de la situation politique de son pays.

## Biographie
Né en 1955 à Istanbul, Ahmet İnsel grandit dans le quartier cosmopolite de Kurtuluş au sein d'une famille turque, kémaliste et de confession musulmane. Dans les années 1980, il sort diplômé en économie de l’Université Panthéon-Sorbonne, où il devient maître de conférence puis vice-président. Il est aujourd’hui professeur émérite à l’Université de Galatasaray.
Il est coordinateur du comité éditorial de la maison d’édition İletişim, fondée en 1982, qui a publié notamment entre 1992 et 2013 les œuvres du romancier turc Orhan Pamuk. Il est membre du collectif de publication de la revue sociopolitique Birikim, un mensuel socialiste qui parait depuis 1975 avec une interruption entre 1980 et 1989.
Il est aussi journaliste pour Cumhuriyet, et l'a été pour Radikal qui a fermé depuis. Il intervient régulièrement à l'étranger, plus particulièrement en France, pour commenter la situation politique en Turquie.
Il est marié et père de deux enfants

## Positions
Ahmet İnsel est critique vis-à-vis du président turc Recep Tayyip Erdoğan et de sa dérive autoritaire. Il pense notamment que la Turquie s'est démocratisée grâce au processus d'adhésion à l'Union européenne mais que face au refus catégorique des pays européens, et plus particulièrement de l'ancien président français Nicolas Sarkozy, le président turc s'est peu à peu éloigné des valeurs européennes et a cessé de produire de grandes réformes démocratiques. 
De plus, il encourage la résolution pacifique de la question kurde, l'intégration européenne de la Turquie, et reconnaît le génocide arménien. Pour briser ce qu'il appelle le « tabou arménien » dans la société turque, il a initié une pétition qui demande « pardon aux Arméniens » et participe, avec le philosophe français d'origine arménienne Michel Marian, à un débat autour de ce drame qui sera finalement publié sous forme de livre.
Avec Pierre-Yves Hénin, il propose le concept de National-capitalisme autoritaire (NaCA) pour rendre compte des régimes qui associent une économie capitaliste avec des pratiques politiques autoritaires, justifiées par un discours nationaliste ou identitaire. 